# 安迪尔古城遗址
安迪爾古城，古稱唐蘭城，位於新疆和田地區民豐縣安迪爾村以西20公里處的沙漠中，距離和田市500公里，屬漢晉時代的古城遺址，為尼雅古城的姊妹城。古城呈圓形，朝東開有一門，城門寬3.4米，有門兩扇。城墻厚2－3米，城內直徑約200米，城內建築密集，但都殘損，從城內可採集到棉桃、麥穗和棉織物等。

## 发掘

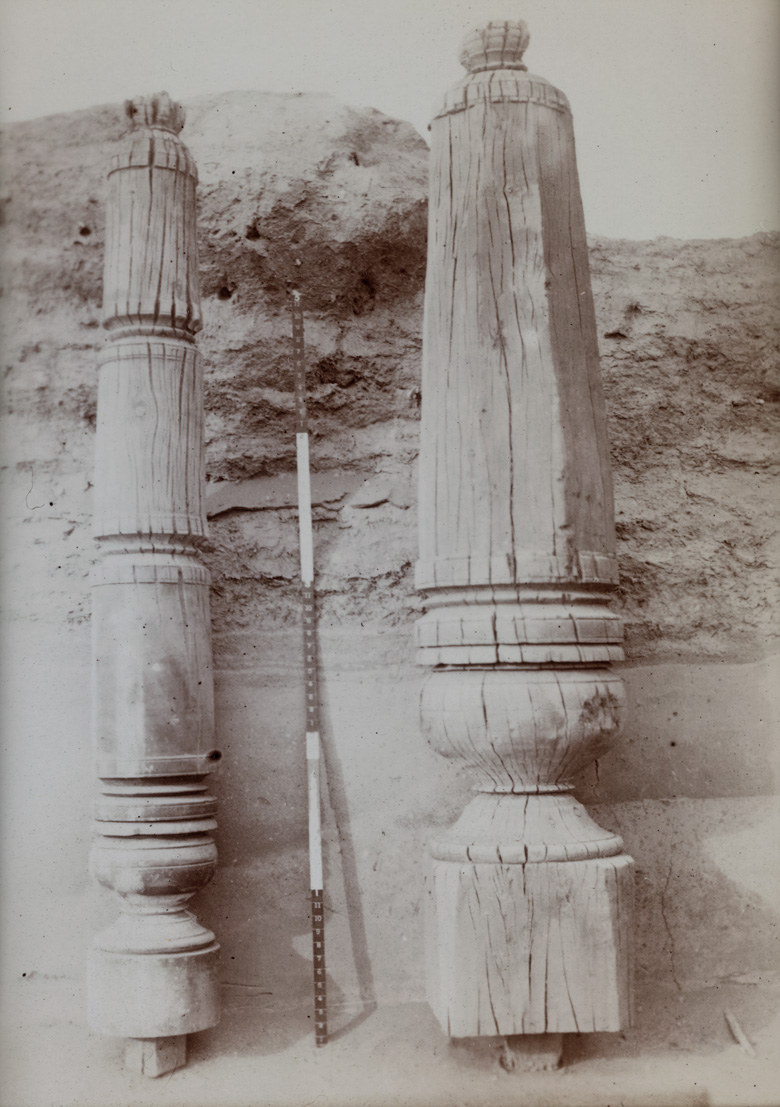
斯坦因发现的柱子

1901年马尔克·奥莱尔·斯坦因对此处进行了发掘。斯坦因认为这里是重要的军事堡垒，同时也是位于Charchan和尼雅遗址之间的佛教信仰中心。斯坦因还发现了装满织物和佛经残片的佛龛，其中的佛经由中文、吐蕃文和梵文写成，表明此处吸引远处来的信徒
在斯坦因清理一座小佛寺时，他发现一块石碑的碑文记载着公元719年曾有唐朝官员到此。结合他发现的藏文佛经，斯坦因认为唐初此处被唐朝控制，但逐渐被吐蕃占领。而考虑到玄奘和他采用了是同一路线，在《大唐西域记》中记载此处附近毫无人烟，斯坦因认为某些废弃的要塞可能多年后又会重新为人所居，最后由于河流没入沙丘，这一要塞被彻底放弃。